# سیارک ۱۱۰۱۴
سیارک ۱۱۰۱۴ (به انگلیسی: 11014 Svatopluk، نامگذاری:1982QY1) یازده هزار و چهاردهمین سیارک کشف شده‌است که در ۲۳ اوت ۱۹۸۲ کشف شد.
قدر مطلق سیارک برابر ۳۵.۴ است.